# Spalangiopelta georgei
Spalangiopelta georgei är en stekelart som beskrevs av Darling 1997. Spalangiopelta georgei ingår i släktet Spalangiopelta och familjen puppglanssteklar.
Artens utbredningsområde är Dominikanska republiken. Inga underarter finns listade i Catalogue of Life.